# Albert von Mühlwerth

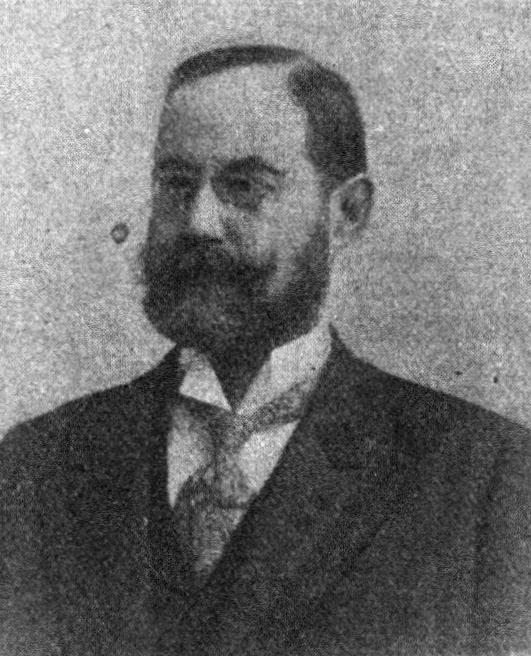
Albert von Mühlwerth (vor 1912)

Albert Ritter von Mühlwerth (* 8. April 1862 in Triest; † 14. Oktober 1934 in Krems an der Donau) war ein österreichisch-böhmischer Politiker (Deutschradikale Partei) und Jurist. Er war von 1907 bis 1918 Abgeordneter zum Österreichischen Abgeordnetenhaus sowie von 1918 bis 1919 Mitglied der Provisorischen Nationalversammlung.

## Leben
Mühlwerth wurde als Sohn eines Linienkapitäns in Triest geboren. Er besuchte die Volksschule und das Gymnasium und studierte in der Folge Rechtswissenschaften an der Universität Graz. Während seines Studiums wurde er 1879 Mitglied der Akademischen Burschenschaft Frankonia Graz und 1886 auch Ehrenmitglied der Wiener akademischen Burschenschaft Teutonia. Seinen Militärdienst leistete Mühlwerth als Einjährig-Freiwilliger beim Feldjägerbataillon Nr. 9 ab, wobei er seinen Dienst als Leutnant der Reserve beendete. Er war beruflich zwischen 1883 und 1886 als Auskultant im Staatsdienst tätig und gründete in der Folge eine Rechtsanwaltskanzlei in Krems an der Donau. Mühlwerth erscheint 1894 als Gründungsmitglied des deutschnationalistischen Bundes der Germanen und wirkte zudem als Obmann des antisemitischen Deutschen Nationalvereins in Krems. Er trat bei der Reichsratswahl 1907 im Wahlkreis Böhmen 90 für die Freialldeutsche Partei (später: Deutschradikale Partei) an und setzte sich in der Stichwahl gegen den Kandidaten der Sozialdemokraten durch. 1911 konnte er seinen Sitz im Abgeordnetenhaus erneut gegen einen Sozialdemokraten verteidigen. Wühlwerth wurde am 17. Juni 1907 angelobt und war in der Folge in zahlreichen Ausschüssen tätig. So war er ab Juni 1907 Mitglied im Immunitätsausschuss und ab Juli 1911 dessen Obmannstellvertreter. Zudem war er zwischen 1907 und 1912 sowie ab 1917 Mitglied im „Preßausschuss“ und gehörte zeitweise auch dem volkswirtschaftlichen Ausschuss, dem Ausschuss für Angelegenheiten der Seeschifffahrt und der Seefischerei, dem Justizausschuss, dem Gebührenausschuss und dem Wehrausschuss an.  Nach dem Ende des Ersten Weltkriegs gehörte Mühlwerth als Abgeordneter eines deutschsprachigen Wahlkreises zwischen dem 21. Oktober 1918 und dem 16. Februar 1919 automatisch auch der Provisorischen Nationalversammlung an.